# Grand Prix Criquielion
Grand Prix Criquielion – jednodniowy szosowy wyścig kolarski rozgrywany w Belgii. Jego nazwa nawiązuje do nazwiska zwycięzcy pierwszej edycji tej imprezy która odbyła się w 1991, Claude'a Criquieliona. Co do zasady wyścig odbywa się każdego roku. Areną zmagań jest Deux-Acren w prowincji Hainaut.

## Zwycięzcy
| Rok  | Pierwsze           | Drugie             | Trzecie              |
| ---- | ------------------ | ------------------ | -------------------- |
| 1991 | Claude Criquielion |                    |                      |
| 1995 | Gino Primo         |                    |                      |
| 1996 | Johan Remels       |                    |                      |
| 1997 | Steven Van Aken    |                    |                      |
| 1998 | Sven Nys           |                    |                      |
| 1999 | Gianni David       |                    |                      |
| 2000 | Johan Verhaegen    |                    |                      |
| 2001 | Cameron Hughes     |                    |                      |
| 2002 | Renaud Boxus       |                    |                      |
| 2003 | Kurt Hovelijnck    |                    |                      |
| 2004 | Hamish Haynes      |                    |                      |
| 2005 | Kevin Degezelle    |                    |                      |
| 2006 | Jonathan Henrion   |                    |                      |
| 2007 | Michael Blanchy    |                    |                      |
| 2008 | Fabio Polazzi      |                    |                      |
| 2009 | Nico Kuypers       |                    |                      |
| 2010 | Jelle Wallays      |                    |                      |
| 2011 | Tim De Troyer      |                    |                      |
| 2012 | Tom David          |                    |                      |
| 2013 | Boris Vallée       | Gijs Van Hoecke    | Eugenio Alafaci      |
| 2014 | Kevin Peeters      | Bert Van Lerberghe | Kevin Deltombe       |
| 2015 | Jelle Wallays      | Jef Van Meirhaeghe | Thomas Vaubourzeix   |
| 2016 | Timothy Dupont     | Timothy Stevens    | Rob Leemans          |
| 2017 | Bram Welten        | Arjen Livyns       | Jelle Donders        |
| 2018 | Lionel Taminiaux   | Alfdan De Decker   | Alexander Maes       |
| 2019 | Arne Marit         | Milan Menten       | Žiga Jerman          |
| 2022 | Pier-André Côté    | Gil Gelders        | Thimo Willems        |
| 2023 | Sam Welsford       | Milan Menten       | Kristoffer Halvorsen |
| 2024 | Alec Segaert       | Pavel Bittner      | Jenthe Biermans      |
| 2025 | Matteo Moschetti   | Hugo Hofstetter    | Giacomo Nizzolo      |

| Rok       | Złoto                                      | Srebro                                     | Brąz                                       |
| --------- | ------------------------------------------ | ------------------------------------------ | ------------------------------------------ |
| 1991      | Claude Criquielion                         | Marc Sergeant                              | Rudy Dhaenens                              |
| 1992–1994 | Wyścig się nie odbył                       | Wyścig się nie odbył                       | Wyścig się nie odbył                       |
| 1995      | Gino Primo                                 | Malcolm Lange                              | Gianni Rivera                              |
| 1996      | Johan Remels                               | Pascal Dufourni                            | Paweł Kowalski                             |
| 1997      | Steven Van Aken                            | Yannick Luccini                            | Geert Verdeyen                             |
| 1998      | Sven Nys                                   | Geert Verdeyen                             | Jan Claes                                  |
| 1999      | Gianni David                               | Danny Van der Massen                       | Guido Ringoet                              |
| 2000      | Johan Verhaegen                            | Guillaume Laloux                           | Ivan Moreau                                |
| 2001      | Cameron Hughes                             | David McPartland                           | Carlo Meneghetti                           |
| 2002      | Renaud Boxus                               | Johan Verhaegen                            | Ken Hashikawa                              |
| 2003      | Kurt Hovelijnck                            | Stéphane Petilleau                         | Asan Bazajew                               |
| 2004      | Hamish Haynes                              | David O'Loughlin                           | Raphael Bastin                             |
| 2005      | Kevin Degezelle                            | Heath Blackgrove                           | Jurij Juda                                 |
| 2006      | Jonathan Henrion                           | Jérôme Baugnies                            | Rob Hurd                                   |
| 2007      | Michael Blanchy                            | Bobbie Traksel                             | Zdeněk Štybar                              |
| 2008      | Fabio Polazzi                              | Dave Bruylandts                            | Thomas Degand                              |
| 2009      | Nico Kuypers                               | Thomas Degand                              | Gunter Sterck                              |
| 2010      | Jelle Wallays                              | Jarl Salomein                              | Julien Vermote                             |
| 2011      | Tim De Troyer                              | Laurent Donnay                             | Maarten Vlasselaer                         |
| 2012      | Tom David                                  | Jonathan Breyne                            | Niels Wytinck                              |
| 2013      | Boris Vallée                               | Gijs Van Hoecke                            | Eugenio Alafaci                            |
| 2014      | Kevin Peeters                              | Bert Van Lerberghe                         | Kevin Deltombe                             |
| 2015      | Jelle Wallays                              | Jef Van Meirhaeghe                         | Thomas Vaubourzeix                         |
| 2016      | Timothy Dupont                             | Timothy Stevens                            | Rob Leemans                                |
| 2017      | Bram Welten                                | Arjen Livyns                               | Jelle Donders                              |
| 2018      | Lionel Taminiaux                           | Alfdan De Decker                           | Alexander Maes                             |
| 2019      | Arne Marit                                 | Milan Menten                               | Žiga Jerman                                |
| 2020      | Wyścig odwołany z powodu pandemii COVID-19 | Wyścig odwołany z powodu pandemii COVID-19 | Wyścig odwołany z powodu pandemii COVID-19 |